# Ташаев, Александр Михайлович
Алекса́ндр Миха́йлович Таша́ев  (род. 23 июня 1994, Москва) — российский футболист, игравший на позиции полузащитника.

## Клубная карьера

### Ранние годы
С трёх до восьми лет занимался спортивной гимнастикой. Затем перешёл в футбольную секцию спорткомплекса «Трудовые резервы», а через пару месяцев оказался в школе «Локомотива». После того как Ташаев не смог пробиться в основной состав команды, он перешёл в школу «Москвы». Через год «Москва» была расформирована, и Ташаев попал в академию «Динамо».

### «Динамо» (Москва)

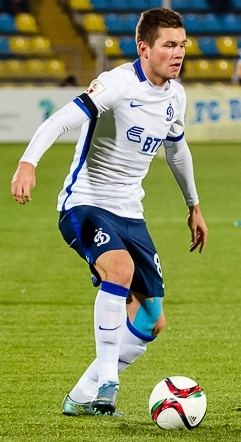
Ташаев в составе «Динамо»

Во время зимних сборов в 2014 году впервые стал привлекаться к тренировкам основного состава «Динамо». Перед началом сезона 2014/15 на сборах в Австрии провёл несколько контрольных матчей. В начале сезона стал регулярно попадать на скамейку запасных и дебютировал за основу 11 декабря 2014 года, в 6-м туре группового этапа Лиги Европы. Вышел на замену в добавленное время вместо Балажа Джуджака.
В сезоне 2015/16 «Динамо» в виду финансовых причин поменяло курс развития. Ташаев стал игроком стартового состава, за сезон проведя 25 игр и сумел отличиться единственным голом. В Кубке России помог «Динамо» пройти достаточно далеко, забив в Лисках и в Самаре. По итогам чемпионата Ташаев вместе с командой покинул элитный дивизион.
Сезон в ФНЛ 2016/17 прошёл достаточно скомкано, Александр не подходил под игру нового тренера и отличиться особыми действиями он также не смог. За 23 игры забил лишь 1 гол. Стал чемпионом ФНЛ 2016/17
Возвращение в РФПЛ 2017/18 получилось у Ташаева самым ярким за всю карьеру. С приходом на пост главного тренера Дмитрия Хохлова, который ранее был его наставником в молодёжной команде, футболист начал показывать высокие результаты. Контракт с «Динамо» должен был истекать 30 июня 2018 года, но зимой, несмотря на слухи о переходе в «Спартак» и «Зенит», футболист переподписал контракт до лета 2020 года, однако указал в контракте сумму отступных в размере 1,5 млн евро. Летом ФСО «Динамо» начало судебное разбирательство с игроком, который хотел, заплатив отступные, покинуть клуб. Суд встал на сторону игрока, и с июля 2018 года Ташаев стал свободным агентом, заявив, что в Европу не торопится из-за нехватки опыта, поэтому подыскивает клуб из России. В августе 2018 года дело «Динамо» в отношении Ташаева находилось в производстве палаты по разрешению споров РФС. Повторные слушания по иску в арбитражном суде Москвы были назначены на 14 августа.

### «Спартак» (Москва)
6 июля 2018 года заключил трудовой договор с московским «Спартаком», контракт рассчитан на четыре года. 28 июля 2018 года дебютировал за клуб в домашнем матче против «Оренбурга» (1:0), в этом матче вышел на замену вместо Александра Ломовицкого. В сезоне 2018/19 провёл за «Спартак» 25 матчей, в том числе 18 матчей в чемпионате России.
Сезон 2020/21 провёл за фарм-клуб «Спартак-2» в первенстве ФНЛ и принял участие в 16 матчах. 3 июня 2021 года расторг со «Спартаком» трудовой договор по соглашению сторон.

#### Аренда в «Рубин»
2 сентября 2019 года перешёл в казанский «Рубин» на правах аренды до конца сезона 2019/20. Дебютировал за «Рубин» 15 сентября 2019 года в матче 9-го тура чемпионата России против «Оренбурга» (1:2), в этом матче вышел в стартовом составе и провёл весь матч на поле. 31 мая 2020 года покинул «Рубин» в связи с истечением срока аренды. За «Рубин» сыграл 7 матчей в премьер-лиге и 1 матч в кубке России.

### «Ротор»
21 июня 2021 года на правах свободного агента перешёл в волгоградский «Ротор», выступающий в ФНЛ.
В марте 2024 года в возрасте 29 лет принял решение завершить карьеру.

## Карьера в сборных

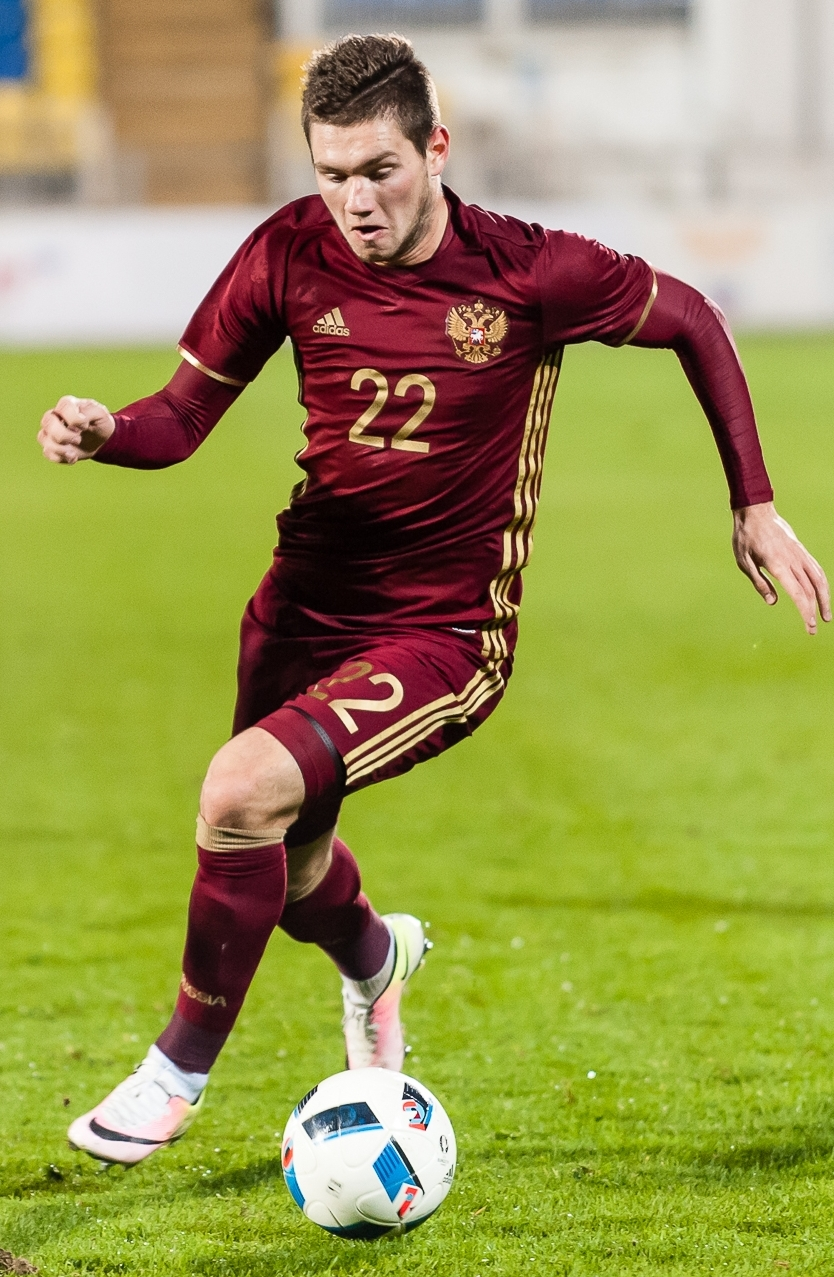
Ташаев в составе молодёжной сборной России

В 2013 году провёл три матча за юношескую сборную России до 19 лет.
В 2015 году дебютировал в составе молодёжной сборной, за которую провёл 7 матчей и забил 1 гол в ворота сборной Австрии (до 21) (3:4), в рамках отборочного турнира к Евро-2017.
Был включён в предварительный список сборной на чемпионат мира 2018 года, но в окончательную заявку не попал.

## Достижения
«Динамо» (Москва)
- Победитель Первенства ФНЛ: 2016/17

## Клубная статистика
| Выступление      | Выступление      | Выступление      | Лига | Лига | Кубок | Кубок | Еврокубки | Еврокубки | Итого | Итого |
| Клуб             | Лига             | Сезон            | Игры | Голы | Игры  | Голы  | Игры      | Голы      | Игры  | Голы  |
| ---------------- | ---------------- | ---------------- | ---- | ---- | ----- | ----- | --------- | --------- | ----- | ----- |
| Динамо (Москва)  | Премьер-лига     | 2014/15          | 1    | 0    | 0     | 0     | 2         | 0         | 3     | 0     |
| Динамо (Москва)  | Премьер-лига     | 2015/16          | 25   | 1    | 3     | 2     | —         | —         | 28    | 3     |
| Динамо (Москва)  | ФНЛ              | 2016/17          | 23   | 1    | 1     | 0     | —         | —         | 24    | 1     |
| Динамо (Москва)  | Премьер-лига     | 2017/18          | 27   | 7    | 1     | 0     | —         | —         | 28    | 7     |
| Динамо (Москва)  | Итого            | Итого            | 76   | 9    | 5     | 2     | 2         | 0         | 83    | 11    |
| Спартак (Москва) | Премьер-лига     | 2018/19          | 17   | 0    | 3     | 0     | 4         | 0         | 24    | 0     |
| Спартак (Москва) | Премьер-лига     | 2019/20          | 3    | 0    | 0     | 0     | 1         | 0         | 4     | 0     |
| Спартак (Москва) | Итого            | Итого            | 20   | 0    | 3     | 0     | 5         | 0         | 28    | 0     |
| → Рубин          | Премьер-лига     | 2019/20          | 7    | 0    | 1     | 0     | —         | —         | 8     | 0     |
| → Рубин          | Итого            | Итого            | 7    | 0    | 1     | 0     | —         | —         | 8     | 0     |
| → Спартак-2      | ФНЛ              | 2020/21          | 16   | 0    | —     | —     | —         | —         | 16    | 0     |
| → Спартак-2      | Итого            | Итого            | 16   | 0    | —     | —     | —         | —         | 16    | 0     |
| Ротор            | ФНЛ              | 2021/22          | 22   | 0    | 2     | 0     | —         | —         | 24    | 0     |
| Ротор            | Итого            | Итого            | 22   | 0    | 2     | 0     | —         | —         | 24    | 0     |
| Алания           | Первая лига      | 2022/23          | 7    | 1    | 2     | 1     | —         | —         | 9     | 2     |
| Алания           | Итого            | Итого            | 7    | 1    | 2     | 1     | —         | —         | 9     | 2     |
| Всего за карьеру | Всего за карьеру | Всего за карьеру | 148  | 10   | 13    | 3     | 7         | 0         | 168   | 13    |